# Acer platanoides
El arce real, arce de Noruega, arce noruego o arce platanoide (Acer platanoides), es una especie arbórea perteneciente a la familia de las sapindáceas.

## Distribución y hábitat
En Europa, el Cáucaso, y Asia Menor. En España su presencia se limita a los Pirineos y en cultivos como plantas ornamentales. Crece bien en suelos profundos en medio de hayedos, robledales y praderas, en zonas de penumbra. Prefiere un sustrato rico en sustancias nutritivas.

## Descripción

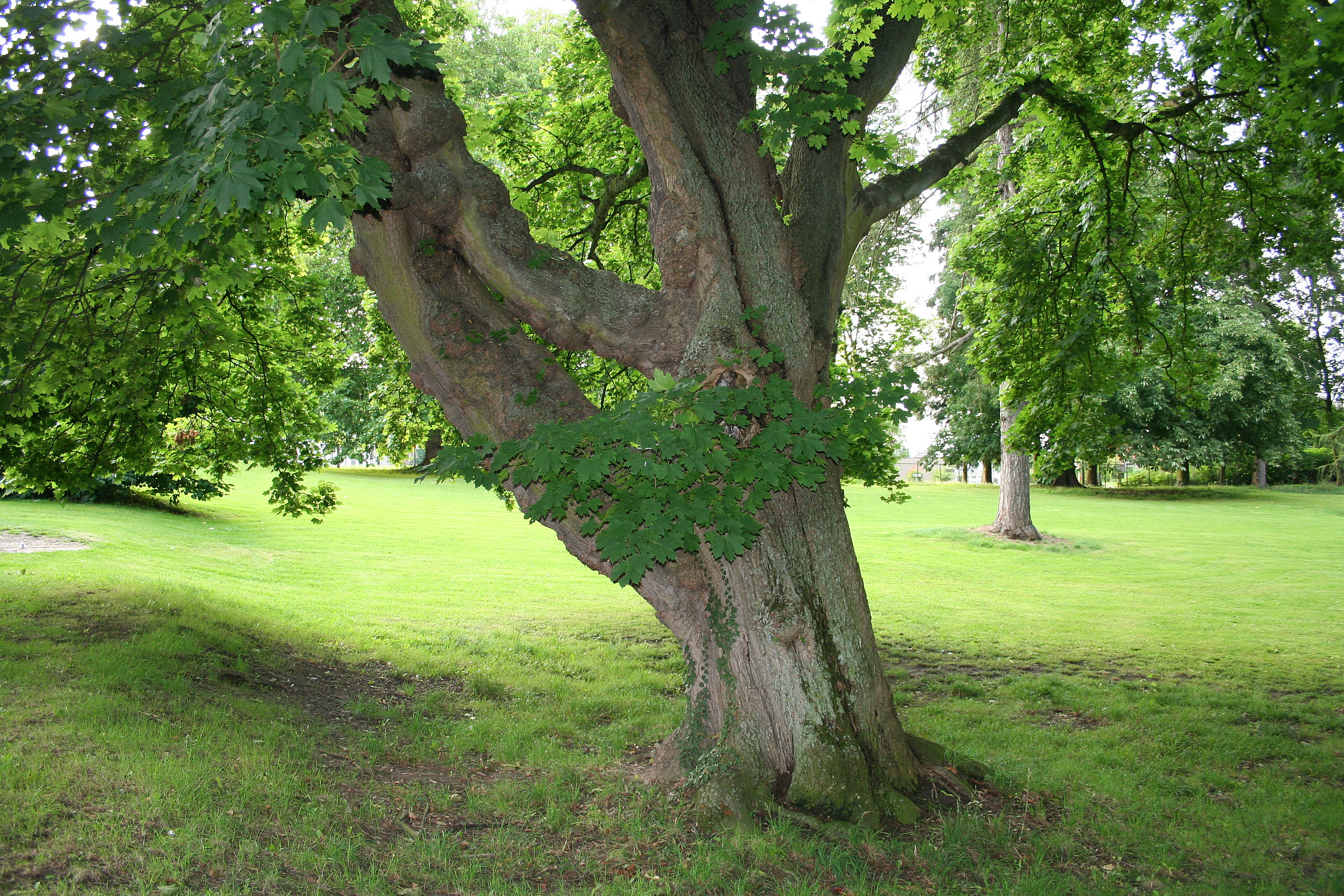
Acer platanoides.

Es un árbol caducifolio que puede alcanzar hasta 35 m de altura, aunque lo habitual es que no supere los 25 m. Presenta una corteza lisa y gris clara. Las hojas son palmadas y dentadas. Las flores son de color verde amarillento y se disponen en panículas. Sus frutos son las sámaras.

### Especies similares
En Europa hay dos especie de arces muy parecidas que pueden confundirse con facilidad. Las dos especies presentan ejemplares elevados, que pueden alcanzar hasta 30-35 m de altura. 

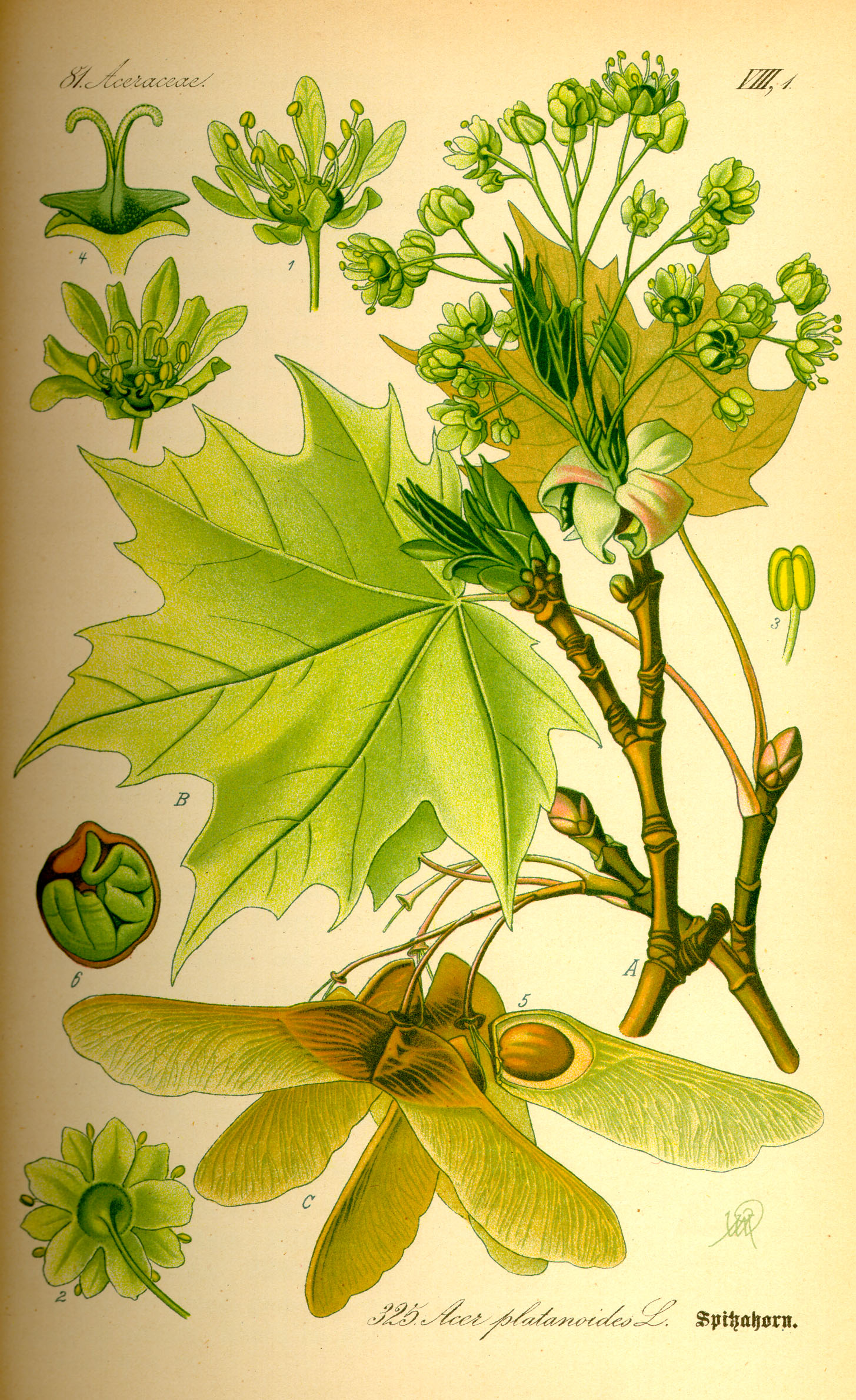
Acer platanoides.

| Especies                  | Arce real (Acer platanoides)                                                 | Arce sicómoro (Acer pseudoplatanus)                                |
| ------------------------- | ---------------------------------------------------------------------------- | ------------------------------------------------------------------ |
| Corteza (árboles adultos) | Lisa, va a tener surcos verticales con la edad                               | Parecida a la del plátano oriental, se desprende en placas         |
| Yemas                     | De color granate                                                             | De color verde                                                     |
| Hojas                     | Son de color verde amarillento                                               | Son de color verdes                                                |
| Flores                    | Aparecen en el momento de abrirse las yemas                                  | Aparecen poco después de las hojas                                 |
| Frutos (sámaras)          | Las sámaras se encuentran en la base del ramito y tienen la semilla aplanada | Las sámaras se encuentran en el ramito y tienen la semilla redonda |

## Observaciones

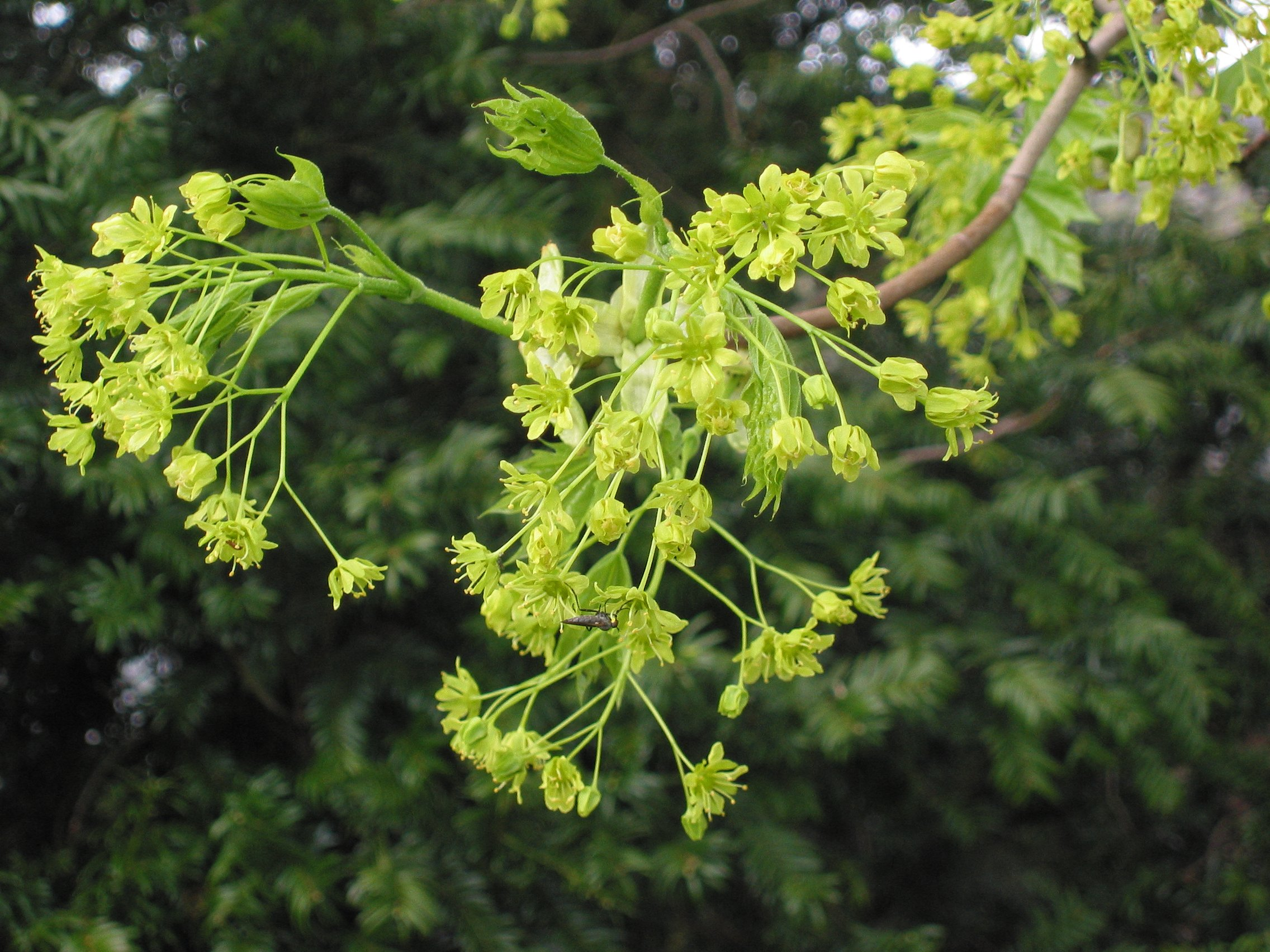
Las flores aparecen en el momento de abrirse las yemas.

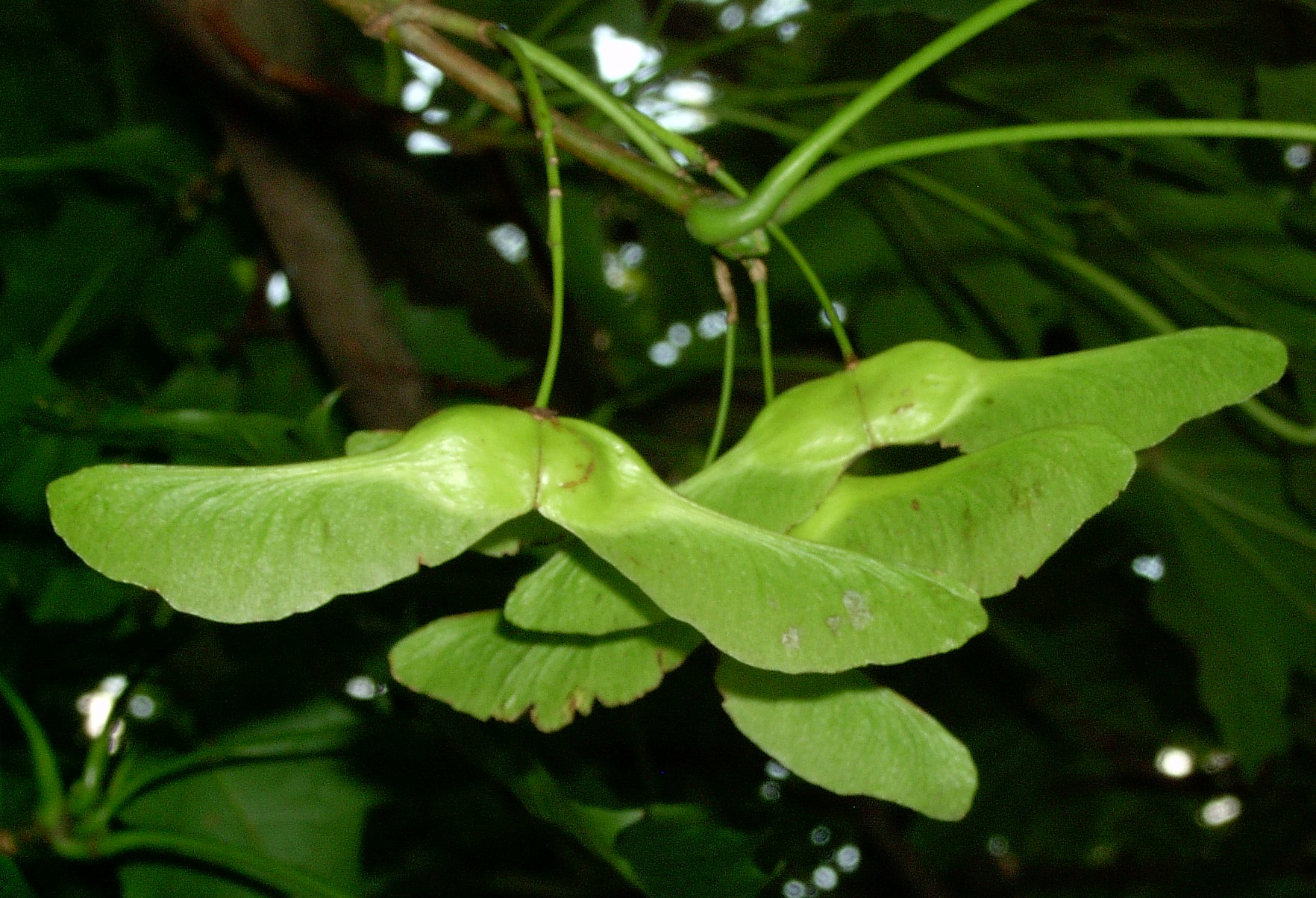
Las sámaras tienen la semilla aplanada.

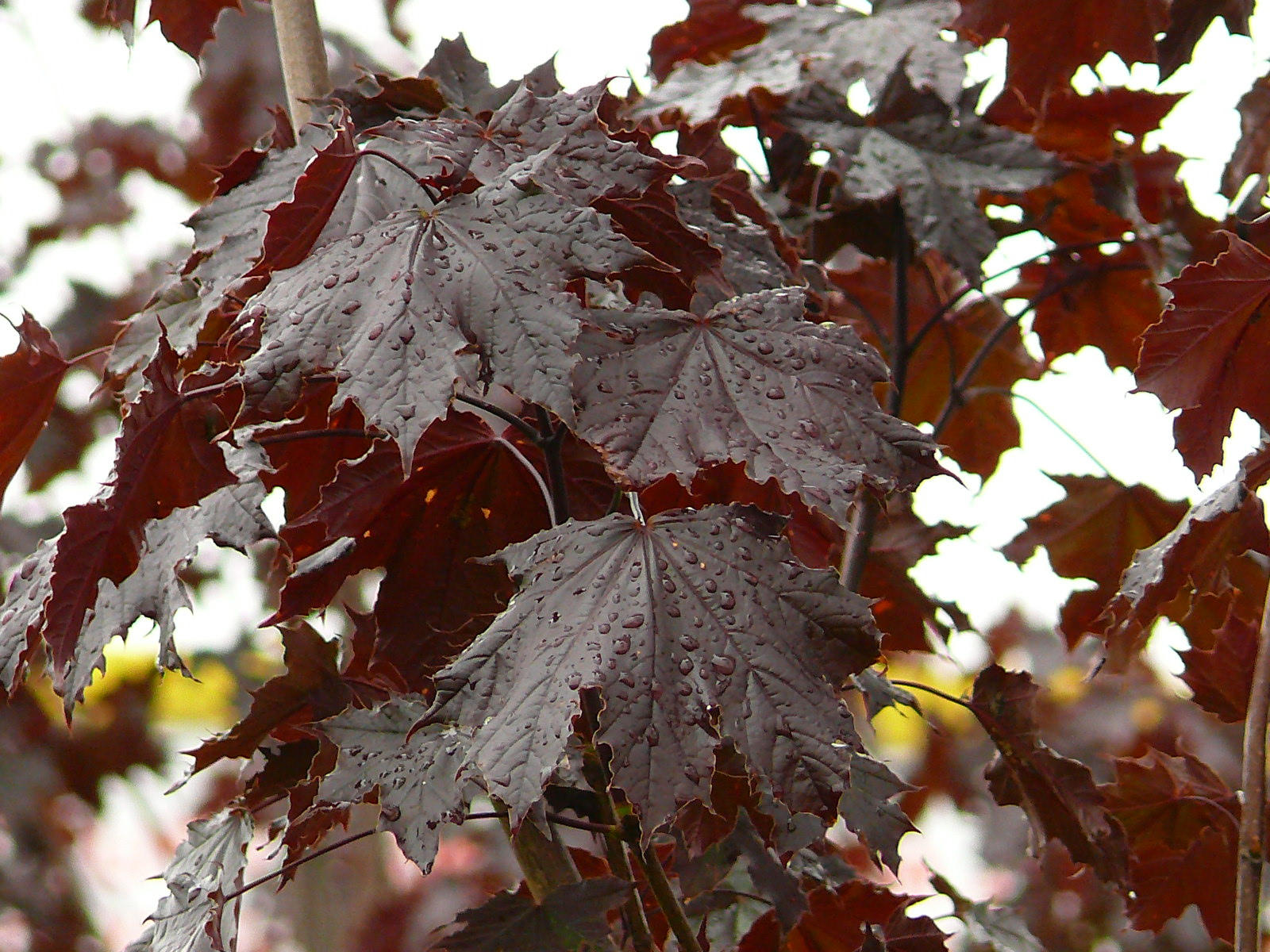
Las hojas de algunos cultivares pueden ser color rojo púrpura.

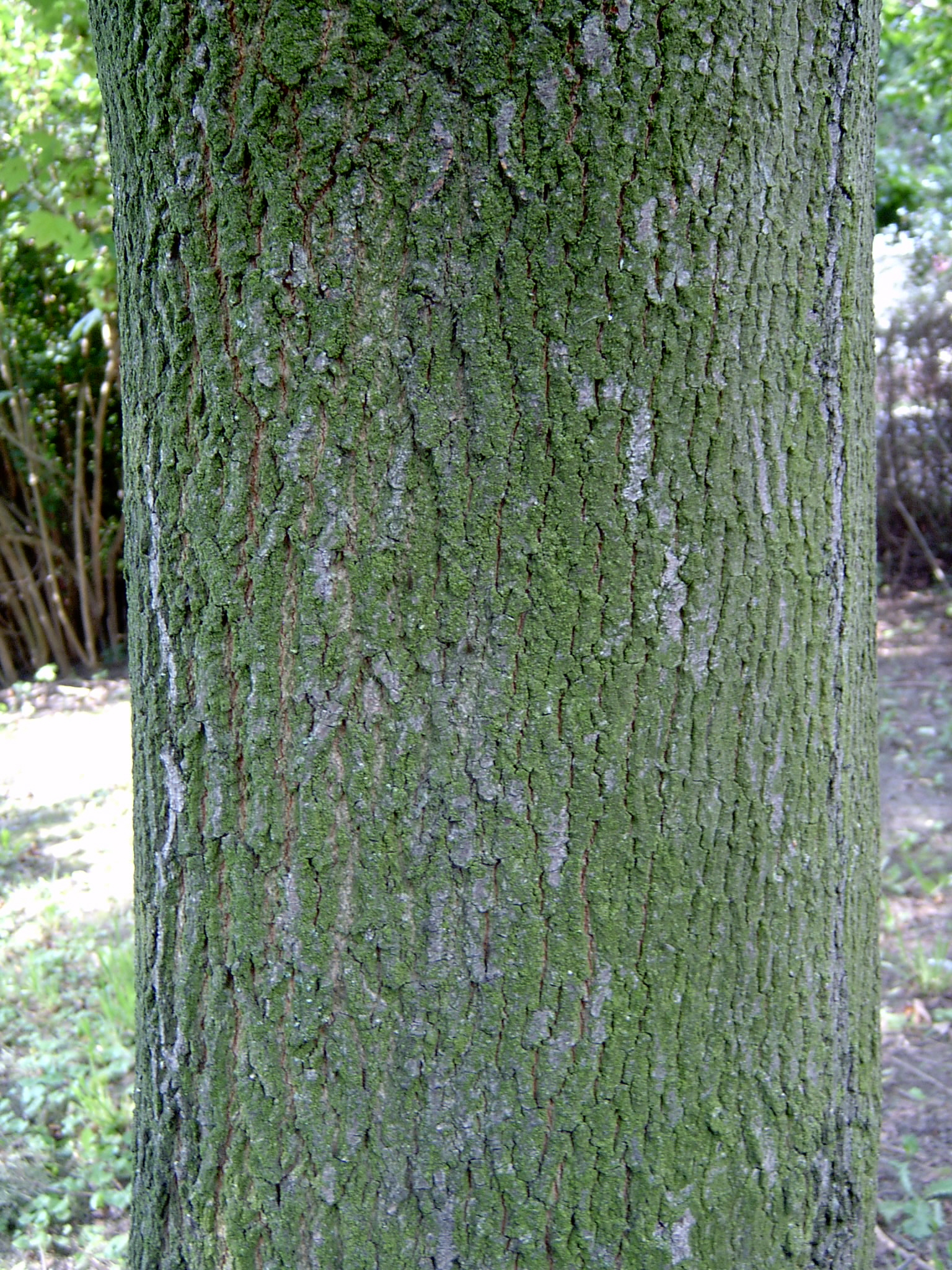
Corteza de árbol adulto.

Este árbol puede alcanzar los 150-200 años, considerablemente menor que otras especies de arces. El nombre del género era ya utilizado por los romanos ("acer": tenaz, duro). Según otros autores, su nombre deriva de la voz celta "ac", espina o punta, por haberse utilizado para fabricar puntas de lanza. Es sensible a una micosis ocasionada por el hongo Rhytisma acerinum, lo que le ocasiona unas manchas similares al alquitrán en sus hojas.

## Taxonomía
Acer platanoides fue descrita por Carlos Linneo y publicado en Species Plantarum 2: 1055. 1753.
Etimología
Acer: nombre genérico que procede del latín ǎcěr, -ĕris = (afilado), referido a las puntas características de las hojas o a la dureza de la madera que, supuestamente, se utilizaría para fabricar lanzas. Ya citado en, entre otros, Plinio el Viejo, 16, XXVI/XXVII, refiriéndose a unas cuantas especies de Arce.
platanoides: epíteto latíno que significa "como el género Platanus".
Sinonimia

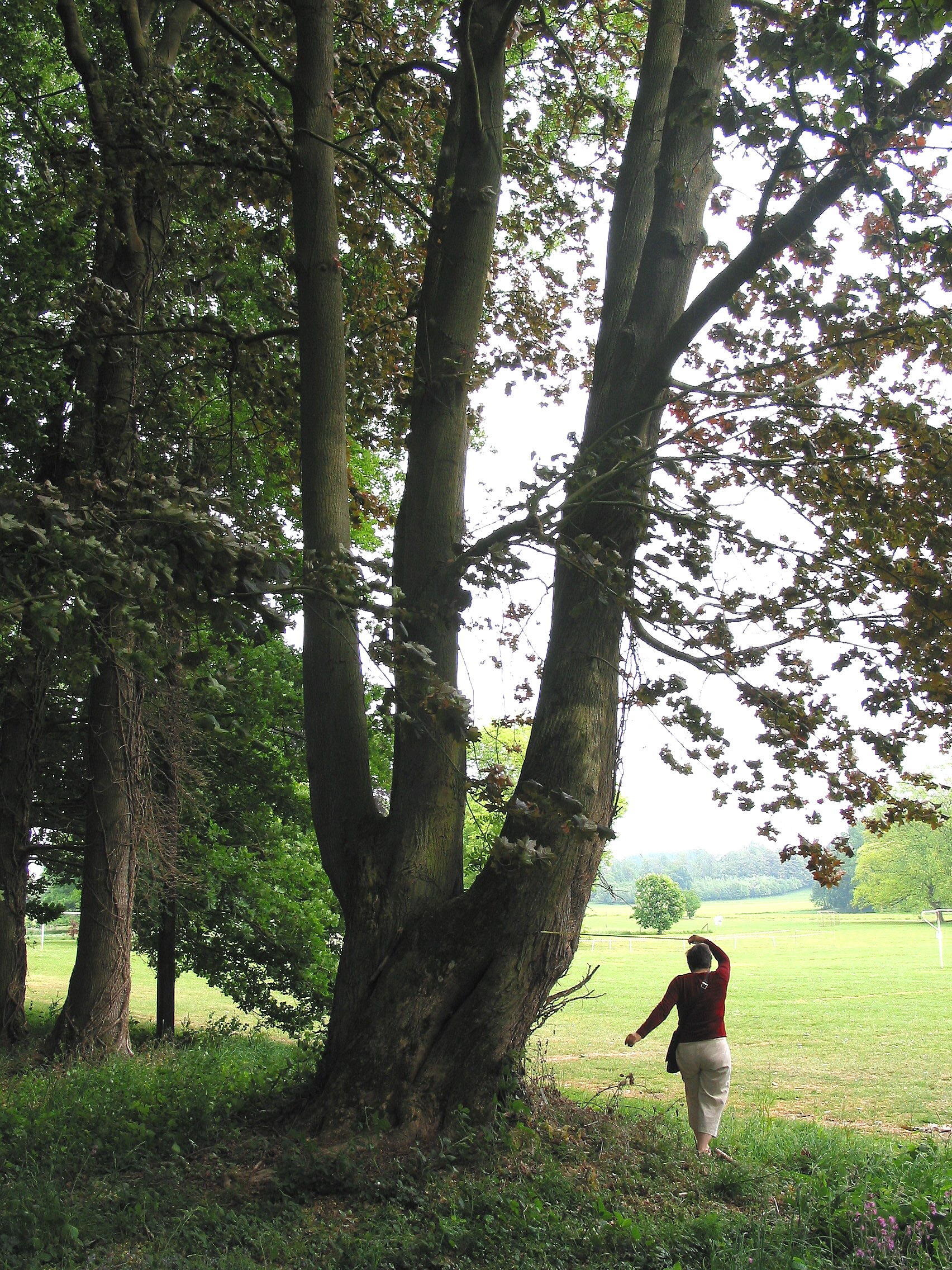
Acer platanoides cv. Schwedleri.

- Acer cappadocicum subsp. turkestanicum (Pax) A.E.Murray
- Acer dieckii (Pax) Pax
- Acer fallax Pax
- Acer laciniatum Borkh. ex Tratt.
- Acer lactescens Pers.
- Acer laetum var. cordifolium R.Uechtr. & Sint.
- Acer lobelii var. dieckii Pax
- Acer lobergii Dippel
- Acer palmatifidum Tausch ex Steud.
- Acer platanifolium Stokes
- Acer reitenbachii Dippel
- Acer rotundum Dulac
- Acer schwedleri K.Koch
- Acer vitifolium Opiz ex Tausch.
- Euacer acutifolium Opiz
- Euacer platanoides (L.) Opiz

Subsp. turkestanicum (Pax) P.C.de Jong
Acer laetum var. regelii Pax
Acer lipskyi Rehder ex Lipsky
Acer pseudolaetum Radde-Fom.
Acer turkestanicum Pax

## Nombres comunes
- Castellano: acer, acirón, arce aplatanado, arce plátano, arce real, auderon, coladena, erable, moscón real, orón, platanero de España.[11]